# ناتالیا پوپووا
ناتالیا پوپووا (اوکراینی: Наталія Ігорівна Попова؛ زادهٔ ۱۵ سپتامبر ۱۹۹۳) اسکیت‌باز نمایشی اهل اوکراین است.وی همچنین از اسکیت‌بازان نمایشی در بازی‌های المپیک زمستانی ۲۰۱۴ بوده است.